# Галицко-Волынская летопись
Га́лицко-Волы́нская летопись — русская летопись XIII века, посвящённая истории Галиции и Волыни. Сохранилась в Ипатьевском летописном изводе. Охватывает события 1201—1291 годов. Считается главным источником по истории Галицко-Волынского княжества.
Сначала летопись состояла из отдельных исторических повестей. Лишь при создании общего извода была внесена хронология. По содержанию и языково-стилистическими особенностями Галицко-Волынская летопись делится на две части:
- Галицкая летопись (1201—1260), составленная в Галиции, в основу которого положено летописание времен князя Даниила Романовича Галицкого;
- Волынская летопись (1261—1291), составленная на Волыни, где больше отображаются события на волынских землях в княжение Василька Романовича и его сына Владимира.

Лингвистически граница между Галицкой и Волынской летописями чётко проходит по 1260/1261 годам, однако текстологические признаки, характерные для Галицкой летописи (цитаты из компилятивного хронографа) встречаются до 1265 г. С учётом текстологических данных можно говорить об активном редактировании окончания Галицкой летописи (1261—1265) редактором Волынской летописи.
Неизвестные авторы Галицко-Волынской летописи (возможно, дружинники) были идейными выразителями интересов тех социальных сил, на которые опиралась княжеская власть в борьбе против крупного боярства. Основной текст летописи пронизывает идея единства Руси, оборона её от внешних врагов.
Значительное место в Галицко-Волынской летописи занимает история культуры Галицко-Волынского княжества. От предыдущих русских летописей Галицко-Волынская летопись отличается почти полным отсутствием церковной тематики.

## Хронология известий
Слово «летопись» применительно к рассматриваемому памятнику условно (является данью научной традиции). Первоначально «Галицко-Волынская летопись» представляла собой составленное в конце XIII века свободное историческое повествование без непрерывной хронологической сетки годов. В этом виде и находится текст памятника в одном из двух древнейших списков — в Хлебниковском (1560-х гг.), который представляет южнорусскую традицию. В Ипатьевском списке, составленном около 1428 года совсем в другом регионе (Шахматов находил в тексте «псковизмы»), представлена особая редакция памятника — хронологизованная; появление её, вероятно, совпадает с временем написания самого Ипатьевского списка. Целью была переделка свободного исторического повествования в традиционную «летопись». Сопоставление текстов двух древнейших списков показывает, что книжник-хронологизатор, составитель Ипатьевского списка, довольно последовательно выбрасывал словосочетания, указывающие на соотношение событий во времени: «потом же», «в та ж лета», «в то ж время», «зиме же бывши», «по сем же времени минувши», «по том же минувшим летом», «противу ж сему», «бысть же по сем минувшим непоколицем днем» и так далее, которые заменялись более или менее произвольно проставленными датами.
Поскольку даты Ипатьевского списка внесены в текст около 1428 года, совершенно ясно, что хронология «Галицко-Волынской летописи» (или, лучше сказать, Ипатьевского её списка) неизбежно должна содержать многочисленные ошибки. Карамзин, первооткрыватель обоих списков (Ипатьевского и Хлебниковского), полагал даже, что даты первого ошибочны «во всех известных случаях», но это оказалось преувеличением: хронологизатор сумел верно установить ряд ключевых дат. Отправной точкой в его «летописной» версии стал год, в который Роман Мстиславич Галицкий овладел Киевом — 6709-й (в Лаврентьевской и Радзивиловскай летописях под 6710 ультрамартовским годом). Хронологизатор выделил этот отправной пункт повествования, вставив от себя в исходный текст киноварный заголовок: «В ЛЕТО 6709 НАЧАЛО КНЯЖЕНИЯ. ВЕЛИКАГО КНЯЗЯ. РОМАНА. КАКО ДЕРЖЕВ БЫВША ВСЕЙ РУСКОИ. ЗЕМЛИ. КНЯЗЯ ГАЛИЧКОГО». Только после этого заголовка, являющегося продуктом новотворчества, начинается подлинный текст «Галицко-Волынской летописи» словами: «По смерти же великого князя Романа…». Важно, что никакого особого известия о смерти Романа здесь вообще нет: указывается только, что действие дальнейшего рассказа разворачивается уже после смерти великого князя Романа, который с 6709 года держал под своей властью «всю Русскую землю». Однако многие историки, игнорируя происхождение мнимой «летописной статьи 6709 года», категорично утверждают, что смерть Романа в «Галицко-Волынской летописи» датирована 6709 годом вместо должного 6713 (1205) года, и «уличают» древнерусского книжника в грубой хронологической ошибке.
В целом поздняя и вторичная хронологическая сетка «Галицко-Волынской летописи» представляет собой удивительное сочетание грубейших «ошибок» с единичными точно установленными датами. Наибольший интерес вызывают обычно следующие факты. Первое вокняжение Мстислава Мстиславича Удатного в Галиче датировано 6720 годом, хотя должно было произойти позже. Ниже «летописец» вставил в текст пять практически пустых годовых статей (6722, 6724, 6726, 6728, 6730), ограничившись словами «была тишина» и «не было ничего». Некоторые исследователи полагают, что таким способом «летописец» возвращается к более точной хронологии. Битва на Калке датирована 6732 годом — вероятно, ультрамартовским, как и в Новгородской первой летописи Ниже хронологизатор «пропускает» 6744 год и датирует нашествие Батыя 6745 (1237/8) годом, как и в летописях Северо-Восточной Руси. Взятие Киева датировано 6748 (1240/1) годом, что соответствует другим источникам. Битва под Ярославом отнесена к 6757 году (датируется 17 августа 1245 г.); поездка Даниила Галицкого в Орду — к 6758 году (на самом деле началась поздней осенью 1245 г.); смерть Конрада Мазовецкого — к 6759 году (в польских источниках — 31 августа 1247 г.); смерть Даниила Галицкого — к 6772 году (по польскому источнику, 1266 г.); смерть краковского князя Болеслава Стыдливого верно указана под 6787 (1279) год; смерть Лешка Чёрного — под 6794 годом (1288 г. по польским источникам); поход Ногая, Телебуги и русских князей на Польшу описан под 6795 годом (1287) годом, хотя продолжался и в 1288 году, и здесь вторично упомянута смерть князя Лешко. Захват Кракова князем Индрихом и междоусобная война при участии русских князей описана под 6798-6799 (1290—1291) годами, хотя события происходили годом раньше. Завершающую статью летописи хронологизатор датировал «круглым» 6800 годом (вероятно, из соображений чисто эстетических).

## Текст и переводы
- Галицко-Волынская летопись с грамматическим анализом и возможностью лексемного поиска по тексту
- Галицко-Волынская летопись. Ипатьевский список
- Галицко-Волынская летопись. Ипатьевский список
- Галицко-Волынская летопись. Острожский (Хлебниковский) список
- Галицко-Волынская летопись / Подготовка текста, перевод и комментарии О. П. Лихачёвой // Библиотека литературы Древней Руси / ИРЛИ РАН; Под ред. Д. С. Лихачёва, Л. А. Дмитриева, А. А. Алексеева, Н. В. Понырко. — СПб. : Наука, 1997. — Т. 5 : XIII век. — С. 184—357, 482—515. Электронная версия издания, публикация Института русской литературы (Пушкинский Дом) РАН. (первоначально в изд.: Памятники литературы Древней Руси. XIII век. М., 1981. С. 236—425).
- Галицко-Волынская летопись. Перевод Л.Махновца на украинский язык.